# Koptische kalender
De koptische kalender, ook wel de Alexandrijnse kalender genoemd, wordt gebruikt door de Koptisch-orthodoxe Kerk. Deze kalender is gebaseerd op de oude Egyptische kalender. Om te voorkomen dat deze kalender uit de pas zou gaan lopen met de eerste, werd een hervorming van de oude Egyptische kalender geïntroduceerd in de tijd van Ptolemaeus III (Decreet van Canopus, in 238 v.Chr. die de tussenvoeging van een zesde epagomenale dag omvatte in elk vierde jaar. Deze hervorming werd echter afgekeurd door de Egyptische priesters en het idee werd niet eerder ingevoerd dan in 25 v.Chr., toen de Romeinse keizer Augustus de kalender van Egypte formeel hervormde, zodat deze voor altijd gesynchroniseerd zou zijn met de juist nieuwe juliaanse kalender. Om deze te onderscheiden van de oude Egyptische kalender, die bij sommige astronomen in gebruik bleef tot in de middeleeuwen, werd deze hervormde kalender de koptische kalender genoemd. De jaren en namen komen overeen met die van de Ethiopische kalender, maar hebben verschillende jaartallen en namen.

## Koptisch jaar
Het koptische jaar is de extensie van het oude Egyptische jaar en behield de onderverdeling in drie seizoenen van elk vier maanden. De drie seizoenen worden geëerd met bijzondere gebeden in de koptische liturgie. Deze kalender is nog steeds overal in Egypte in gebruik bij de boeren om de verschillende agrarische seizoenen te kunnen blijven volgen. De koptische kalender heeft 13 maanden, 12 van 30 dagen elk en een interkalendaire maand op het eind van het jaar van 5 of 6 dagen, afhankelijk van het jaar of deze een schrikkeljaar is of niet. Het jaar begint op 29 augustus van de juliaanse kalender of op de 30e in het jaar voor de (juliaanse) schrikkeljaren. Het koptische schrikkeljaar volgt dezelfde regels als de juliaanse kalender, zodat de extra maand altijd zes dagen heeft in het jaar voor een juliaans schrikkeljaar.
Het feest van Neyrouz markeert de eerste dag van het koptische jaar. De viering valt op de eerste dag van de maand Thout, de eerste maand van het koptische jaar en valt voor de jaren tussen 1901 en 2098 veelal samen met 11 september, behalve voor een gregoriaans schrikkeljaar en dan valt het op 12 september. De koptische jaartelling wordt gerekend vanaf het jaar 284 AD, het jaar waarin Diocletianus Romeins keizer werd. Zijn regering werd gekenmerkt door martelingen en massa-executies van christenen, in het bijzonder in Egypte. Zodoende wordt het koptische jaar herkend aan de afkorting A.M. (wat staat voor Anno Martyrum, ofwel "Jaar van de Martelaren"). De afkorting A.M. wordt ook gebruikt voor het niet-gerelateerde Joodse jaar (Anno Mundi).
Elk vierde koptische jaar is een schrikkeljaar zonder uitzondering, net als volgens de juliaanse kalender, zodat het bovengenoemde Nieuwjaar alleen geldt voor de jaren vanaf 1900 tot en met 2099 volgens de gregoriaanse kalender. Volgens de juliaanse kalender valt het Nieuwjaar altijd op 29 augustus, behalve voor een juliaans schrikkeljaar als het 30 augustus is. Pasen wordt erkend door de juliaanse kalender op de manier volgens de Oud-Kalendristische manier.
Om het koptische jaartal te verkrijgen, moet van het juliaanse jaartal ofwel 283 worden afgetrokken (voor het juliaanse Nieuwjaar), dan wel 284 (na het Nieuwjaar).

## De datum vanKerstmis
De keus van 25 december voor de viering van de geboorte van Christus was voorgesteld door Hippolytus van Rome (170–236), maar werd blijkbaar pas geaccepteerd in 336 dan wel 364. Dionysius van Alexandrië noemde de mystieke rechtvaardigingen voor deze keuze:
25 maart werd beschouwd als de verjaardag van de Schepper zelf. Het was de eerste dag van het jaar in de middeleeuwse juliaanse kalender en de nominale lente-equinox (het was de feitelijke equinox geweest in de tijd dat de juliaanse kalender oorspronkelijk was ontworpen). Gegeven dat Christus was gestorven op deze datum 25 maart en naar het feest van de Opstanding dat hierop volgde, en negen maanden later, door de viering van de geboorte van Christus, Kerstmis, op 25 december.
Er zullen meer praktische redenen hebben bestaan voor de keus van 25 december. De keus zou helpen om de populaire heidense vieringen rond de winter zonnewende (Roman Saturnalia of Brumalia) te vervangen door een groot christelijk feest.
De religieuze competitie was hard. In 274 stelde keizer Aurelianus een feestdag in op 25 december (het "Feest van de geboorte van de Onveroverde Zon") voor de geboorte van Mithras. 
Mithras was de Perzische zonnegod wiens cultus destijds erg populair was onder de Romeinse militairen.
In ieder geval waren er tegen die tijd van het jaar uitbundige feesten nodig om de natuurlijke dofheid van het seizoen te bestrijden.
Dat er in hetzelfde land schapenherders leefden in de velden, die 's nachts de wacht hielden over hun kudde (Lucas 2:8), sluit de mogelijkheid van 25 december als Kerstmis niet uit - want eigentijdse bronnen geven aan dat dit mogelijk was in elke tijd van het jaar. Degenen die dit waarnamen bevestigen het weerbeeld van die tijd en wat de schaapherders onder hen zoal deden.
Tot en met de 16de eeuw viel 25 december samen met 29 Koiak van de koptische kalender. Echter na de introductie van de gregoriaanse kalender in 1582 viel de gregoriaanse 25 december twee weken eerder dan op de juliaanse en koptische kalenders. Dit is de reden waarom Oud-Kalendristen (die de juliaanse en koptische kalenders gebruiken) Kerstmis vieren op 7 januari volgens de gregoriaanse kalender, twee weken na de Nieuw-Kalendristen (die de gregoriaanse kalender gebruiken) die Kerstmis op 25 december vieren.

## DePaasdatum
Volgens de christelijke traditie stierf Jezus tijdens het negende uur (dat wil zeggen, het canonieke uur van nona (of 'noon' in het Engels) - 3:00 pm) van de eerste volle dag van Pesach, toen die dag viel op een vrijdag; en hij stond van de doden tijdens of tegen het eerste (canonieke) uur van die zondag. De dag van Pesach (Pascha, afgeleid van 'sloeg over', Nisan 15), is altijd op de eerste of tweede volle maan volgend op de lente-equinox. Op het eerste Oecumenische Concilie, gehouden in 325 tijdens het Eerste Concilie van Nicea, werd besloten om Pasen op de zondag volgend op de zogenoemde volle maan van Paschal.
Tijdens de Eerste Concilie van Nicea werd een van de taken van de bisschop van Alexandrië de vaststelling van de exacte data van Pasen en de communicatie hiervan naar de rest van de christelijke kerken. Deze taak viel op zijn kerk vanwege de eruditie van Alexandrië waarop hij kon bogen. De stipte regels om dit te bepalen zijn nogal omvangrijk, maar Pasen valt gewoonlijk op de eerste zondag na een volle maan die niet eerder is dan 21 maart, die de feitelijke datum was van de lente-equinox in de tijd van het Eerste Concilie van Nicea. Korte tijd voordat Julius Caesar de kalender hervormde, manifesteerde de lente-equinox zich op de "nominale" datum van 25 maart. Hiervan werd afscheid genomen in Nicea, maar de reden voor de waargenomen afwijking werd allesbehalve genegeerd (het feitelijke tropische jaar is niet geheel gelijk aan het juliaanse jaar van 365¼ dagen, zodat de datum van de equinox steeds verder terugvalt in de juliaanse kalender).

## Koptische maanden
- Thout
- Paopi
- Hathor
- Koiak
- Tobi
- Meshir
- Paremhat
- Paremoude
- Pashons
- Paoni
- Epip
- Mesori
- Pi Kogi Enavot